# フランツ・レオポルト・フォン・ナーダシュディ
フランツ・レオポルト・フォン・ナーダシュディ・アウフ・フォガラス（ドイツ語: Franz Leopold von Nádasdy auf Fogaras、1708年9月30日 - 1783年3月22日）は、オーストリアの元帥、およびクロアチアのバン。

## 略歴
フランツ・レオポルト・フォン・ナーダシュディ・アウフ・フォガラスは1708年9月30日、ラトケルスブルクで生まれる。ハンガリー貴族の家系であり、1717年に死去した父フェレンツの伯爵位を継いだ。
1727年に軍隊に入隊した後、オーストリア継承戦争に参戦してゾーアの戦いなどに参加した。1756年にクロアチアのバンに任命された後、七年戦争にも参戦し、コリンの戦いでの戦功によりマリア・テレジア軍事勲章を授かる。続くモイスの戦いでも勝利した。
1783年、バン在職のままカールシュタット（現クロアチア領カルロヴァツ）で死去した。